# Islam v Sloveniji
Islam v Sloveniji je neavtohtona religija in druga največja religija (za krščanstvom). Trenutno (2006) obstajata dve islamski verski organizaciji: Islamska skupnost v Republiki Sloveniji (prevladujoča) in Slovenska muslimanska skupnost (manjšinska). Obe organizaciji izvajata najbolj liberalno vejo islamskega prava, ki sledi na doktrini šole hanafi.

## Zgodovina
Prvi pomembnejši pojav islama na področju današnje Slovenije je bil med turškimi vpadi, ko so muslimani vdirali z namenom plenjenja. Zaradi tega ima islam še danes omadeževano podobo, saj ljudje še zmeraj enačijo islam s srednjeveškimi dogodki.
Drugi pomembnejši pojav je bil v času Avstro-ogrske monarhije, še posebej med prvo svetovno vojno, ko so bili na soško fronto poslani muslimanski Bošnjaki. Le-ti so v novembru 1916 zgradili tudi prvo in do sedaj edino džamijo v Sloveniji (džamija v Logu pod Mangartom). 
Stalna večja naselitev muslimanov je pa značilna za drugo polovico 20. stoletja, ko so se Bošnjaki v času Socialistične federativne republike Jugoslavije preseljevali v gospodarsko bolj razvito Slovenijo, kjer so dobili zaposlitev v novozgrajenih gospodarskih objektih.
Leta 1991 se je na popisu prebivalstva Slovenije za muslimane izreklo 29.586 (2,7 % vsega prebivalstva) oseb, ki so zelo velika večina bošnjaškega rodu.